# Вільга (річка)
Вільга (пол. Wilga) — річка у Польщі, у Велицькому й Краківському повітах Малопольського воєводства. Права притока Вісли, (басейн Балтійського моря).

## Опис
Довжина річки 26,7 км, площа басейну водозбору 101,1  км². Формується притоками, безіменними струмками та частково каналізована. 
У верхів'ях річки зустрічаються: мересниця річкова, головень європейський та трохи струмкова форель.
Серйозно забруднена, в гирлі річки Вісла класифікується як V клас якості води.

## Течія
Бере початок у селі Рациборсько на висоті 370 м (гміна Величка). Тече переважно на північний захід через Козьміце-Малі, Козьміце-Великі, Яновиці, Ґольковиці, Вжонсовиці. У місті Краків впадає у річку Віслу біля мосту Ретманського.

## Цікавий факт
- У місті Кракові річку перетинає автошлях  А4.

## Галерея

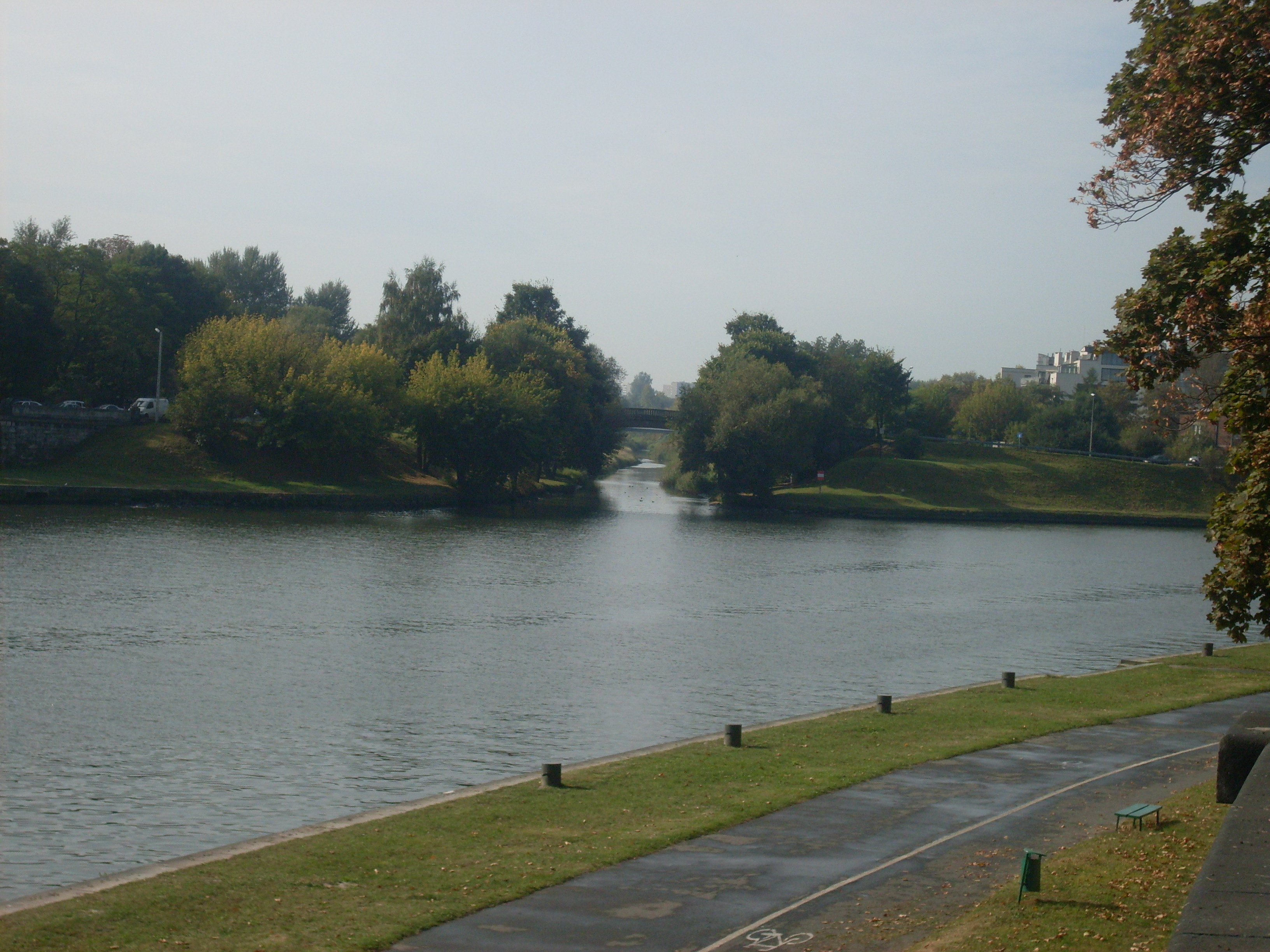
Гирло Вільги до Вісли
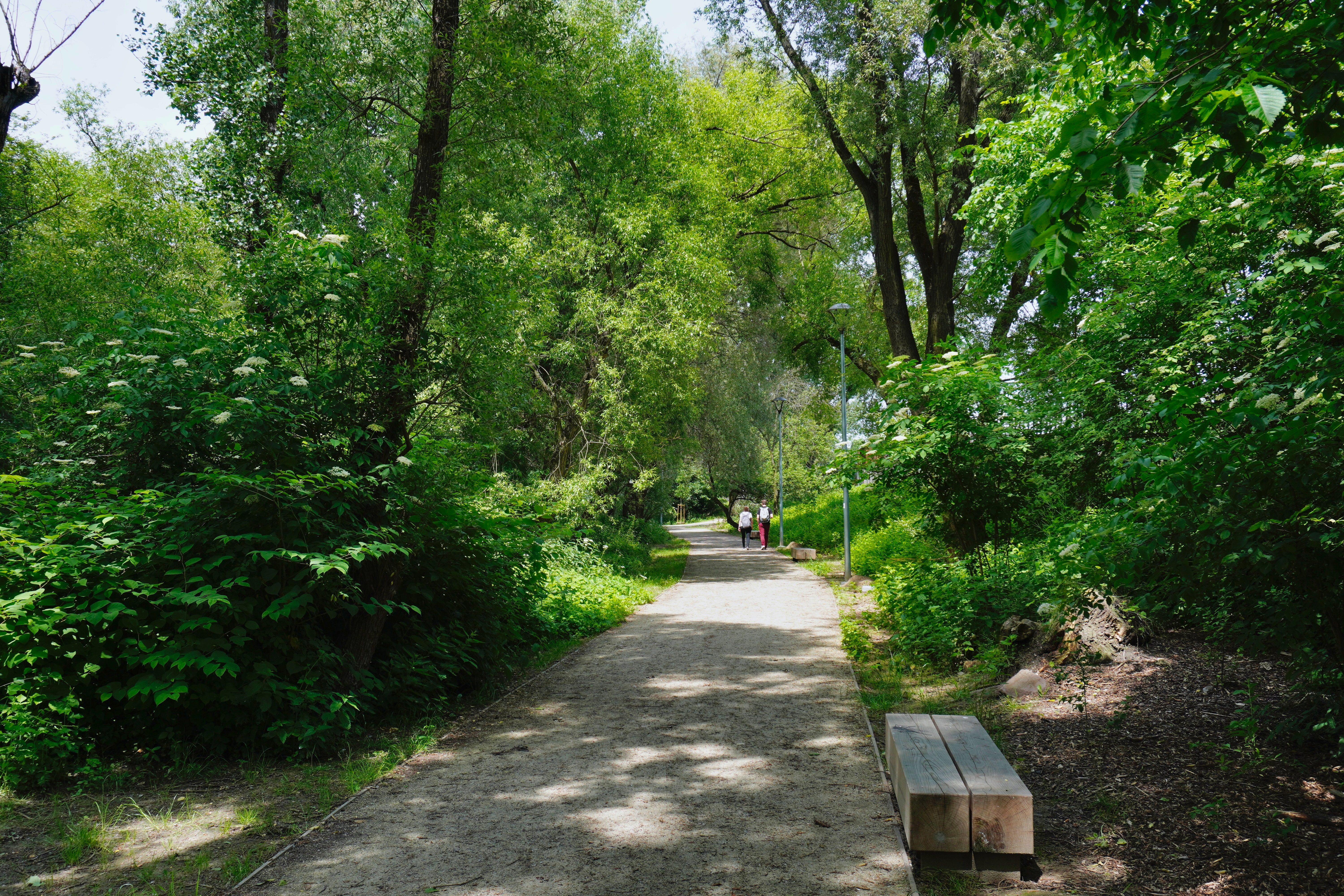
Парк Жечни Вільга вздовж русла ріки у районі вул. Брожка
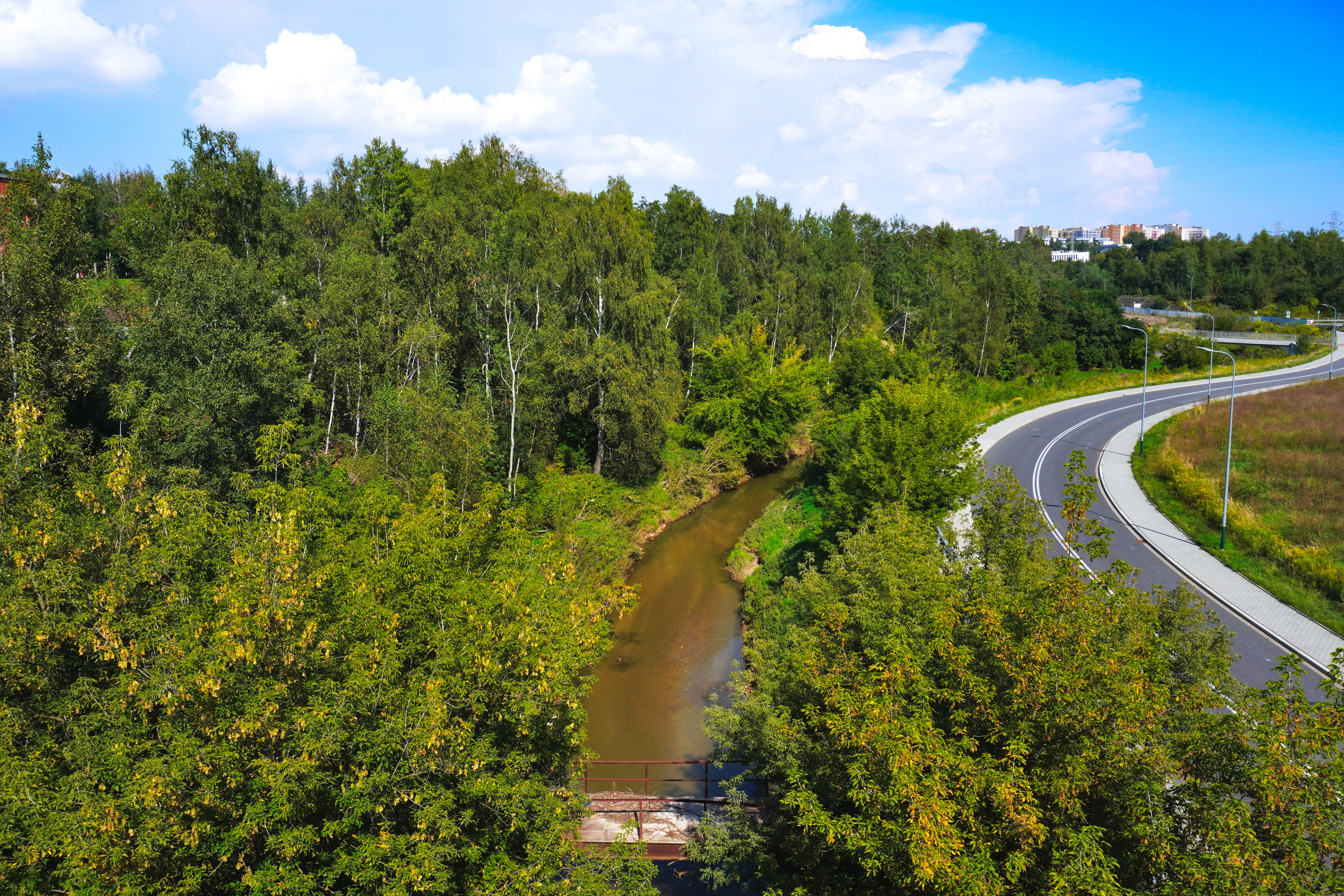
Вільга у районі центру Іона Павла II
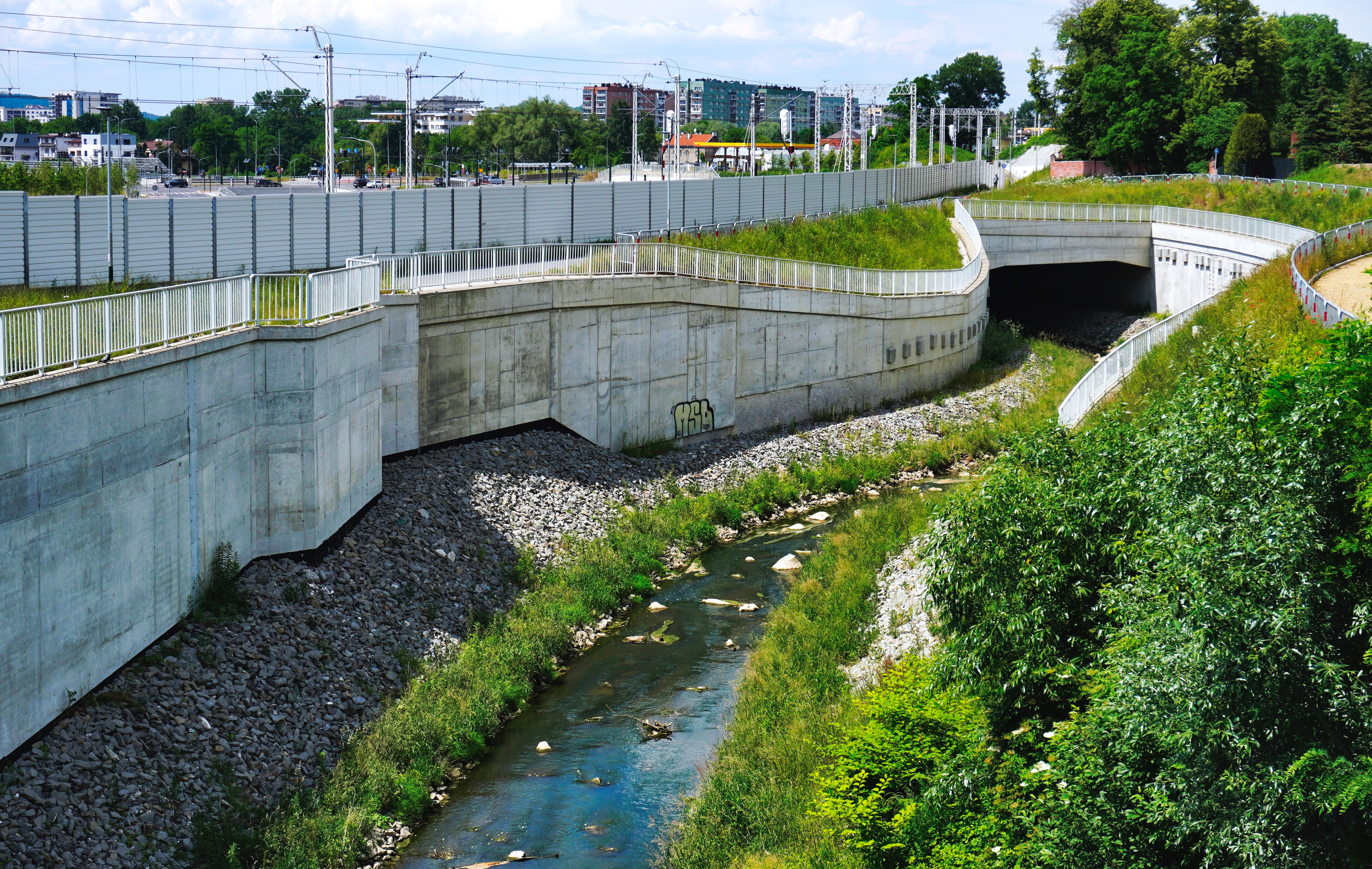
Вільга у Лагевніках, в районі Базилики Божого Милосердя та Траси Лагевніцкої